# Luchthaven Hua Hin
Luchthaven Hua Hin (Thais: ท่าอากาศยานหัวหิน, IATA: HHQ, ICAO: VTPH) is een luchthaven die Hua Hin bedient, een stad in de provincie Prachuap Khiri Khan in Thailand.

## Maatschappijen en bestemmingen
- SGA Airlines (Bangkok)[1]